# Philosophie des jeux vidéo

Philosophie des jeux vidéo, est un ouvrage de Mathieu Triclot qui présente une réflexion d'ordre philosophique sur les jeux vidéo.

## Résumé
L'auteur commence par réfléchir sur la définition du jeu vidéo.
Puis il présente toutes les théories philosophiques et sociologiques déjà connues sur les jeux vidéo. Il y en a peu, donc il élargit le périmètre et présente la théorie des jeux, sujet largement traité depuis longtemps.
Il raconte l'histoire des jeux vidéo et leur évolution dans le temps.
Il traite ensuite les différents types de jeux vidéo et mène à leur propos une réflexion philosophique. Pour cela, il utilise les théories présentées au début du livre. Souvent, il confronte deux théories différentes et donne son avis personnel sur celle qui lui semble la meilleure.
Les deux derniers chapitres ne mentionnent que des jeux vidéo très récents. L'avant-dernier chapitre aborde les aspects politiques des jeux vidéo. Le dernier chapitre traite des personnes qui accordent plus d'importance à la vie virtuelle des jeux vidéo qu'à la vie réelle.

## Approche
Les jeux vidéo sont très largement traités dans la littérature récente, d'innombrables livres sont parus sur ce sujet, mais la plupart abordent les aspects sociologiques. L'intérêt de ce livre est d'aborder le sujet selon un axe philosophique. Le contenu du livre correspond bien à son titre et la démarche qu'il suit est bien la démarche d'un philosophe. C'est en ce sens qu'il apporte du neuf à un sujet rebattu.
L'ouvrage ne s'adresse pas qu'aux joueurs, il est accessible à tous les publics. On peut cependant regretter qu'il ne comporte pas de glossaire pour les termes peu courants du domaine traité.